# David Denby
David Denby (nacido en 1943) es un periodista estadounidense, más conocido como crítico de cine de la revista The New Yorker.

## Educación y primeros años
Denby creció en Nueva York. Obtuvo una licenciatura en Letras de la Universidad de Columbia en 1965, y un posgrado en su escuela de periodismo en 1966.

## Carrera

### Periodismo
Denby comenzó a escribir críticas cinematográficas cuando era  estudiante graduado en el Departamento de Comunicación de la Universidad de Stanford. Comenzó su vida profesional a principios de la década de 1970 como adjunto de la crítica de cine Pauline Kael—una de los miembros del grupo informal de escritores de cine, a veces burlonamente conocido como "las Paulettes" Denby escribió para The Atlantic Monthly y Nueva York antes de llegar a The New Yorker ;  su primer artículo para la revista fue publicado en 1993, y a partir de 1998 se desempeñó como escritor de personal y crítico de cine, alternando sus deberes críticos semana tras semana con Anthony Lane. En diciembre de 2014, se anunció que Denby dejaría de ser crítico de cine a principios de 2015, continuando con The New Yorker como escritor del personal.

### Libros

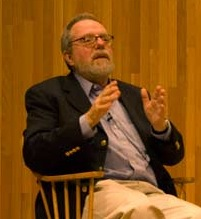
Denby Hablando en la Escuela de Berkeley de Periodismo, 2009

Denby's Great Books (1996) es un relato de no ficción del currículo central orientado al canon occidental en su alma mater, la Universidad de Columbia. Denby se reinscribió después de tres décadas, y el libro funciona como una especie de doble retrato, así como una especie de repaso de grandes pensadores. En The New York Times , la escritora Joyce Carol Oates llamó al libro "una aventura viva de la mente", llena de "entusiasmo incondicional". Great Books fue un éxito de ventas del New York Times. En The Modern Mind: An Intellectual History of the 20th century , Peter Watson llamó a "Great Books" la "respuesta más original a las guerras culturales." El libro ha sido publicado en 13 idiomas.
En 2004, Denby publicó American Sucker, una memoria que detalla sus desventuras de inversión en la burbuja del mercado de valores puntocom, junto con sus años de quiebra como divorciado de la escritora Cathleen Schine, que le lleva a una importante revaluación de su vida. Allan Sloan en The New York Times calificó al autor como "formidablemente inteligente", al tiempo que señaló esta paradoja: "El Sr. Denby es lo suficientemente inteligente como para darse cuenta de lo paradójico que es que no solo tiene un trabajo bueno y prestigioso, sino que también está en una posición para ganar dinero al relatar cómo perdió dinero en el mercado de valores."
Snark, publicado en 2009, es la disección polémica de Denby de la propagación del sarcasmo bajo y aniquilador en Internet y en el discurso público. En 2012, Denby recopiló su mejor escritura cinematográfica en ¿Las películas tienen futuro?